# Kızım
Kızım (em Portugal: Querida Filha, No Brasil: Minha Menina) é uma série de televisão turca que foi ao ar de 9 de setembro de 2018 até 31 de maio de 2019 às sextas-feiras, com exceção do primeiro episódio, às 20h, e é baseada no drama coreano My Fair Lady.

## Exibição

### Portugal
Em Portugal foi transmitida na SIC Mulher e todos os episódios também podem ser vistos na OPTO, a partir de 15 de julho de 2024 a novela foi transmitida na SIC após o Primeiro Jornal, esta é a primeira telenovela turca transmitida num canal generalista em Portugal e dobrada em português europeu.

### Brasil
A novela estreou no HBO Max em 22 de maio de 2023 com o áudio original e em espanhol, tendo sua dublagem lançada em 19 de agosto de 2024.
Foi exibida pelo canal TNT Novelas entre 18 de novembro de 2024 a 25 de março de 2025 substituindo Amor Na Ilha entre 26 de março a 4 de abril foram reapresentados os últimos capítulos até ser substituída por O Canto do Pássaro.
Está sendo exibida pela segunda vez pelo TNT Novelas desde 12 de janeiro de 2025 quando sua exibição original ainda estava no ar mas somente as segundas-feiras às 05h00.